# Polypodium tridens
Polypodium tridens là một loài thực vật có mạch trong họ Polypodiaceae. Loài này được Kunze miêu tả khoa học đầu tiên năm 1840.